# PFD

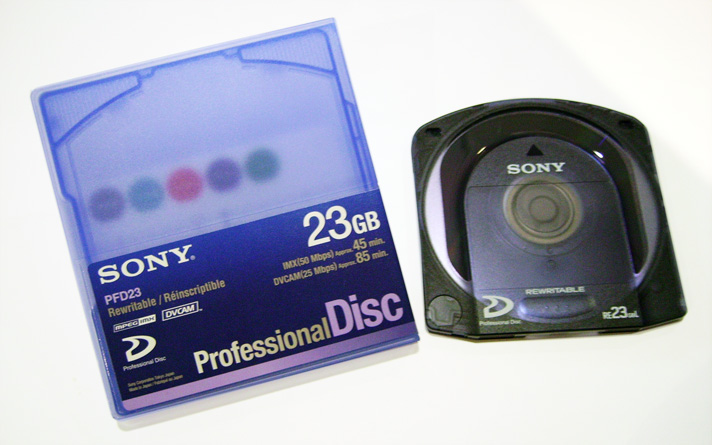

PFD (англ. Professional Disc, профессиональный диск) — формат оптического носителя, представленный компанией Sony в 2003 году для новой записывающей системы для профессиональных видеокамер XDCAM. Это был один из двух форматов (наряду с Ultra Density Optical), использующий ультрафиолетовый лазер для чтения и записи информации более плотно, чем в технологии записи инфракрасным лучом, использующейся в CD и технологии, использующейся в DVD-формате.

## Технология
Технология PFD использует длину волны на 405 нм и числовую апертуру (NA) 0,85 для лазера, позволяя хранить 23 Гбайта данных на одном 12-см диске (50 Гбайт на двухслойном диске). В планах ввести двойной уровень диски на 100 Гбайт. Диск заключен в воздухонепроницаемый контейнер. Позволяет производить перезапись до 5 — 10 раз.

## Professional Disc for Data (PDD)
Один из вариантов Blu-ray Disc, работы по его разработке прекращены в 2006 году. В дальнейшем Sony намерена выпускать только PFD-устройства для видеокамер. PDD несовместим с форматом PFD.